# Energija aktivacije
Energija aktivacije ili energija aktiviranja reakcije (Ea) je minimalna energija koju je potrebno dovesti molekulama da međusobno reagiraju. Da bi molekule kemijski reagirale, moraju se sudariti, ali međusobno mogu reagirati samo one molekule koje imaju veću energiju od energije aktiviranja. U kemijskoj kinetici energija aktivacije je visina potencijalne barijere koja odvaja produkte od reaktanata. Što je energija aktivacije veća, to manji broj molekula može prijeći vrh energetske barijere i reakcija je sporija.

Povećanjem broja sudara čestica reaktanata, povećava i brzina kemijske reakcije. Naime, čestice moraju da posjeduju dovoljno energije, da bi uopće stupile u reakciju, što predstavlja energiju aktivacije.